# 총파업

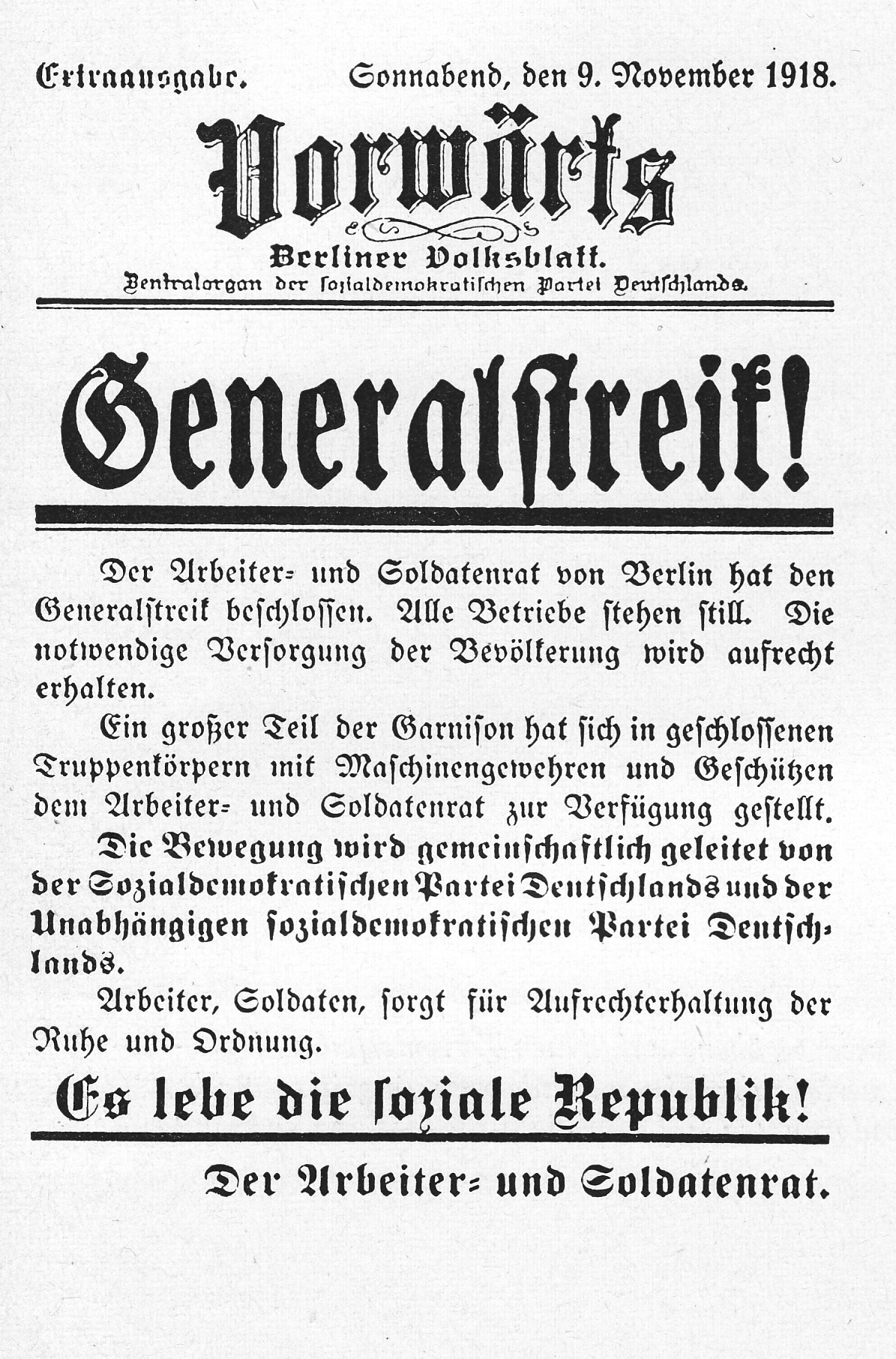
독일의 11월 혁명 초기, 1918년 9월 9일 총파업을 알리는 일간지 포어베르츠(Vorwärts)의 기사

총파업(總罷業)은 노동자들이 단결하여 실시하는 노동쟁의의 한 형태이다. 독점 산업분야 또는 전 산업의 근로자가 전국적 규모로 일제히 돌입하는 스트라이크이다. 총동맹파업(總同盟罷業)이라고도 한다. 이는 모든 생산활동과 사회적 기능을 마비시켜 정부나 여당·지배계층에 커다란 위협을 준다.
과거에는 전국적인 규모의 파업만을 가리키는 의미로 쓰였으나, 최근에는 특정 지역에서 여러 가지 산업이 일제히 파업을 실시하는 경우도 총파업이라고 하는 경향이 있다.
프랑스의 사회주의자인 조르주 소렐은 그의 저서 《폭력론》에서 총파업에 긍정적인 입장을 나타낸 바 있다.

## 사례
| 연도          | 국가     | 내용 |
| ------------- | -------- | --- |
| 1926년        | 영국     | 영국노동조합회의(TUC) 주도의 총파업(360만 명) |
| 1946년        | 대한민국 | 노동조합전국평의회 9월 총파업 |
| 1947년        | 프랑스   | 마셜플랜 반대 총파업 |
| 2009년 2022년 | 대한민국 | 쌍용자동차 노동자들이 일자리를 지키기 위해, 정리해고 시행에 반대하는 총파업 실시. [[*한국교육방송협회]] 노동자들이 [[*이스라엘 방송 기관]] 폐쇄에 반대하는 총파업 실시 |

## 같이 보기
- 파업
- 노동조합

## 참고 자료
- 이 문서에는 다음커뮤니케이션(현 카카오)에서 GFDL 또는 CC-SA 라이선스로 배포한 글로벌 세계대백과사전의 내용을 기초로 작성된 글이 포함되어 있습니다.